# Nicolas Hartsoeker

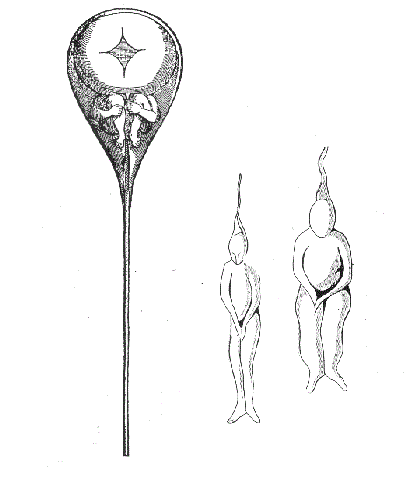
Hartsoekers Darstellung der Präformation (1694): Der Embryo ist im Spermium bereits präformiert und bildet sich durch Ausstülpung

Nicolas Hartsoeker, Nicolaas Hartsoeker, auch Hartsoecker, (* 26. März 1656 in Gouda; † 10. Dezember 1725 in Utrecht) war ein niederländischer Instrumentenbauer, Mathematiker und Physiker, der auch für einen Beitrag zur Embryologie bekannt ist.

## Leben

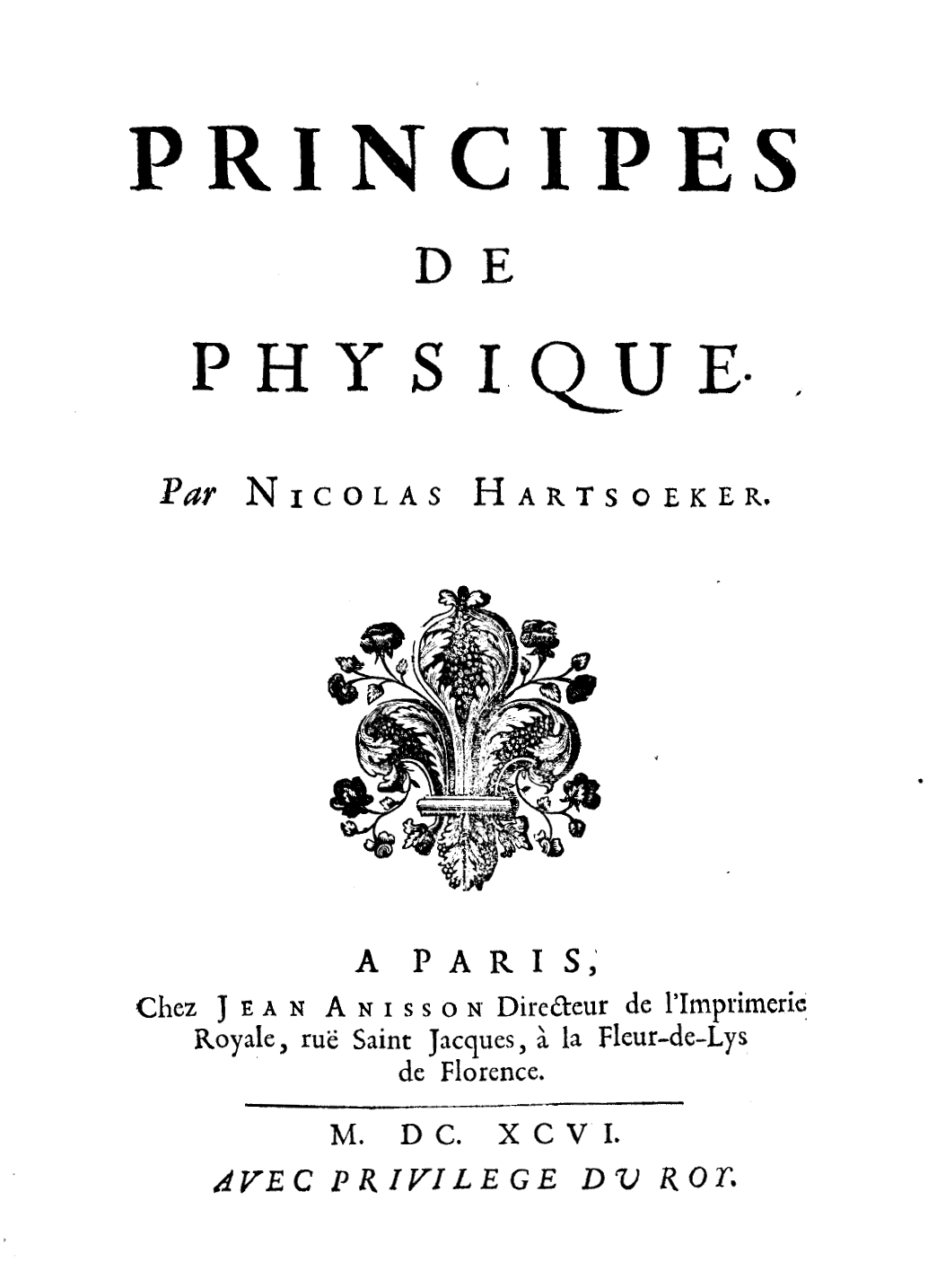
Principes de physique. 1696

Hartsoeker war der Sohn des evangelischen Pfarrers Christiaan Hartsoeker (1626–1683) und der Annetie van der Mey. Er sollte ursprünglich wie sein Vater Theologie studieren, wandte sich aber den Naturwissenschaften und dem Linsenschleifen zu. Dazu studierte er möglicherweise 1674 Anatomie und Philosophie an der Universität Leiden, nach einem Brief von Constantin Huyghens an seinen Bruder Christiaan Huygens war er aber weitgehend Autodidakt ohne formale höhere Bildung. 1672 besuchte er Antoni van Leeuwenhoek. 1676 ging er nach Rotterdam, im Jahr darauf nach Amsterdam. Er war ein Freund und Schüler von Christiaan Huygens, den er 1678 nach Paris begleitete, wo er französische Wissenschaftler traf und eine Zeit lang am Observatorium arbeitete. 1679 war er wieder in den Niederlanden in Rotterdam und heiratete dort 1680 Elisabeth Vettekeuken, mit der er einen Sohn hatte (Christian, * 1684). Hartsoeker machte sich als Instrumentenbauer und Weinhändler selbständig, ging aber bankrott und zog wieder nach Frankreich. 1684 bis 1696 lebte er in Passy bei Paris und fertigte Instrumente an, unter anderem für das Pariser Observatorium. 1694 erschien sein erstes Buch, das die Optik behandelte. 1696 war er in Rotterdam und 1697 in Amsterdam, wo er den Zaren Peter I. in Mathematik, Physik und Astronomie unterrichtete, wozu der Rat der Stadt ein kleines Observatorium baute. Er lehnte aber das Angebot, als Mathematikprofessor nach Sankt Petersburg zu kommen, ab. Nach der Abreise des Zaren unterrichtete Hartsoeker den Landgrafen von Hessen-Kassel, wozu er das Amsterdamer Observatorium nutzen durfte. Die Vorlesungen über Physik wurden später als Conjectures physique und Suite des conjectures physiques veröffentlicht. Von 1704 bis 1716 war er auf Empfehlung seines Schülers, des Landgrafen von Hessen-Kassel, Hofmathematiker beim Pfälzer Kurfürsten Johann Wilhelm in Düsseldorf. Er wurde Professor in Heidelberg und lebte und lehrte ab 1716 in Utrecht.

## Wirken
1696 erschien sein Lehrbuch Principes de physique, das er in Paris in Französisch verfasste. Er war weder Anhänger der kartesianischen Lehre noch der Newtonschen und lehnte Newtons Theorie der Gravitationsanziehung ab. Auch die Leibnizsche Philosophie lehnte er ab und kritisierte Leeuwenhoek (in seinem postum 1730 erschienenen Cours de physique).
Hartsoecker gründete seinen Ruf vor allem als Instrumentenbauer. Er fertigte Linsen, Mikroskope (ein Typ ist nach ihm benannt), Teleskope unter anderem für das Pariser Observatorium. Er erfand nach eigenen Worten eine Methode kleine Glaskügelchen als Mikroskoplinsen zu nutzen (die Priorität dafür gebührte aber wahrscheinlich Johan Hudde). Zwei seiner Linsen sind erhalten, eine von 1688 im Naturkundemuseum Leiden, die andere im Museum der Universität Utrecht. Er baute mindestens drei Teleskope für die Universität Utrecht.
Er befasste sich auch mit Embryologie, entdeckte Spermien unter dem Mikroskop, was er zunächst für Krankheitsrelikte hielt, und glaubte, dass der Fötus darin vorgeformt wäre (Präformationstheorie). Von ihm stammt eine verbreitete bildliche Homunculus-Darstellung des Spermiums, die in Werken zur Geschichte der Embryologie standardmäßig abgebildet wird.
Hartsoecker war auswärtiges Mitglied der Berlin-Brandenburgischen Akademie der Wissenschaften. 1699 wurde er auswärtiges Mitglied der Académie des Sciences.
Er war häufiger Korrespondent von Huygens.

## Zitat
„Ich glaube, dass nie ein Mensch von gesunden Sinnen je ernsthaft hat überredet werden können, dass sich die sichtbare Welt durch das zufällige Zusammentreffen einer unendlichen Zahl von Atomen gebildet habe, ohne dass die Vorsehung eines allmächtigen Wesens dieselbe in ihre gegenwärtige Ordnung versetzt hätte. Es würde dies viel unbegreiflicher sein, als wenn alle Buchstaben, welche in der Äneis Virgils vorkommen, zufällig durcheinander geworfen, sich dergestalt geordnet hätten, dass die Dichtungen in der vom Dichter komponierten Gestalt zum Vorschein gekommen wäre“

## Schriften
- Essai de dioptrique, Paris 1694 (holländisch 1699)
- Principes de physiques, Paris 1696
  - niederländische Übersetzung von A. Block: Beginselen der Natuurkunde, Amsterdam 1700
- Conjectures physiques, Amsterdam 1706
- Suite des conjectures physiques, Amsterdam 1708
- Éclarissements sur les conjectures physiques, Amsterdam 1710
- Nova methodus utendi maximis objectivis, Berlin 1710
- Description des deux niveaux d'une nouvelle invention, Amsterdam 1711
- Suite des conjectures physiques et des éclarissements.., Amsterdam 1712
- Second partie de la suite des conjectures physiques, Amsterdam 1712
- Recueil des plusieurs pièces de physique ou l'on fait principalement voir l'invalidité du système de Mr. Newton.., Utrecht 1722
- Cours de physique accompagné de plusieurs pièces concernant la physique qui ont déja paru, Den Haag 1730